# Moti di Wadi Salib

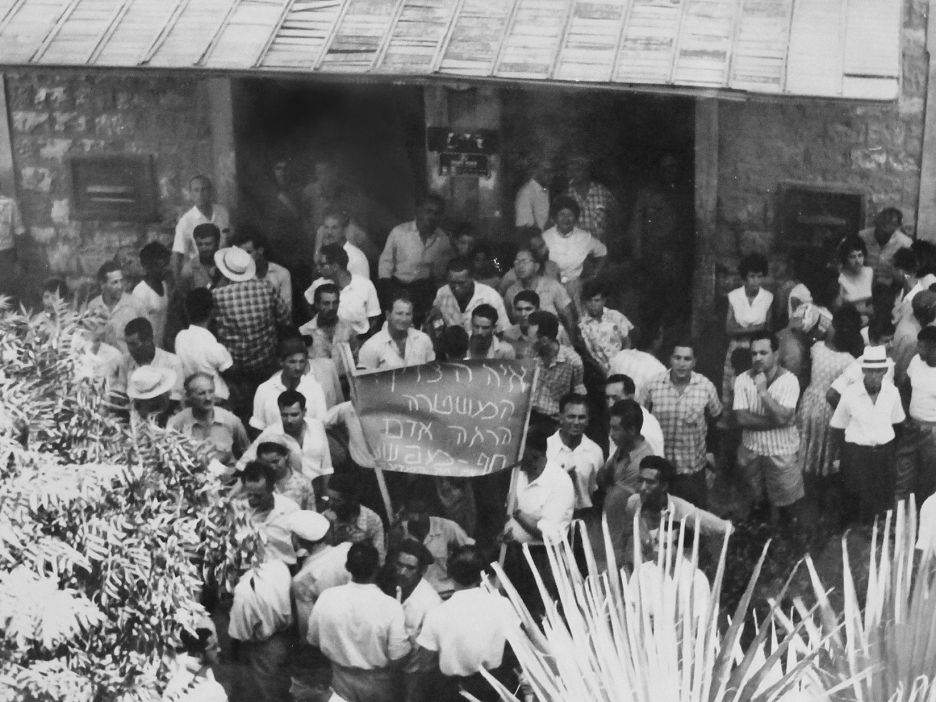
Residenti di Wadi Salib manifestano di fronte a una stazione di polizia a Haifa

I moti di Wadi Salib furono una serie di rivolte scatenate nel 1959 in Israele dalla comunità ebraica marocchina principalmente a Haifa, per manifestare contro le percepite discriminazioni etniche attuate nei loro confronti da parte delle istituzioni israeliane, dominate dagli aschenaziti.

## Storia

### Contesto storico
In seguito all'indipendenza dello Stato di Israele nel 1948 gli agenti sionisti cominciarono a organizzare la migrazione della comunità ebraica marocchina verso il nuovo Stato. L'esodo accelerò in seguito all'indipendenza del Marocco nel 1956, portando tra gli anni 1950 e 1960 centinaia di migliaia di immigrati in Israele. Gli immigrati marocchini, e mizrahì in generale, furono soggetti a discriminazioni da parte delle istituzioni israeliane, dominate dagli aschenaziti, che venivano ritenute favorire maggiormente gli immigrati aschenaziti provenienti dalla Polonia e dalla Romania. I mizrahì tendevano infatti ad essere molto più religiosi, e per questo ritenuti retrogradi, in disaccordo con lo spirito del sionismo socialista dei pionieri dei kibbutz, e la loro identità arabofona veniva vista con sospetto. Le umiliazioni nei confronti degli immigrati marocchini includevano il trattamento con il DDT al loro arrivo. La comunità marocchina in Israele mancava di una rappresentanza politica, dal momento che l'élite borghese e francofona del paese d'origine aveva scelto di rimanere in Marocco o di emigrare perlopiù verso la Francia e il Canada. I nuovi arrivati furono stabiliti nelle regioni più periferiche del Paese per essere impiegati nel settore agricolo.
Numerose famiglie marocchine si stabilirono in massa nel quartiere di Wadi Salib, a Haifa, occupandone le abitazioni precedentemente appartenute ai residenti palestinesi, fuggiti in Libano in occasione della guerra arabo-israeliana del 1948. I nuovi arrivati nel quartiere vissero per anni situazioni di forte disagio sociale tra povertà e disoccupazione. La vicinanza del quartiere di Hadar HaCarmel, abitato in maggioranza da aschenaziti benestanti, contribuì ad alimentare le tensioni etniche e sociali. I disagi della comunità mizrahì vennero accolti dal Likud Oley Tzfon Africa, formazione politica guidata da David Ben-Haroush, la quale si propose di difendere gli interessi degli immigrati dal Maghreb.

### Gli eventi
La notte dell'8 luglio 1959 la polizia giunse ad arrestare un residente marocchino di Wadi Salib, Yaakov Elkarif, che in quanto ubriaco disturbava la quiete pubblica. Nella colluttazione l'uomo fu ferito da un colpo di pistola sparato da uno dei poliziotti. Fu allora che centinaia di residenti del quartiere, tra i quali donne e bambini, cominciarono a scagliare pietre ai poliziotti, i quali si chiusero nella loro automobile e chiamarono rinforzi. Gli attivisti del Likud Oley Tzfon Africa si attivarono quindi nell'organizzare una rivolta. Il mattino seguente i proclami dell'organizzazione vennero accolti dalla gran parte dei residenti. Centinaia di manifestanti marciarono sventolando bandiere nere verso Hadar HaCarmel, per raggiungere l'ospedale dove Elkarif era ricoverato e assicurarsi che fosse vivo. Di ritorno a Wadi Salib i manifestanti cominciarono però a distruggere le proprietà per le strade di Hadar HaCarmel, rompendo le vetrine dei negozi e appiccando il fuoco alle automobili. I manifestanti attaccarono poi le sedi locali del Mapai e dell'Histadrut. La rivolta si protrasse per tutto il giorno. La polizia cercò di disperdere i dimostranti con la forza, arrestandone sessanta. I feriti tra i poliziotti furono quindici. Numerosi manifestanti esposero foto di Muhammad V del Marocco, invitando esplicitamente il sovrano a riportare in Marocco i suoi sudditi ebrei.
Nuove rivolte scoppiarono a Wadi Salib il 24 e 31 luglio. Il quartiere venne visitato da David Ben Gurion e da Moshe Dayan il 25 luglio, fatto che sottolineò la rilevanza nazionale degli eventi. Ben Gurion appoggiò una ferma repressione delle rivolte. Ben-Haroush e vari altri leader dei rivoltosi vennero arrestati. Manifestazioni in sostegno ai moti di Wadi Salib si accesero anche in numerose altre località israeliane abitate da mizrahì, tra le quali Acri, Be'er Sheva, Musrara, Tiberiade e Migdal HaEmek. In totale i moti portarono in strada oltre 15000 manifestanti. Gli eventi rappresentarono l'occasione per un primo riconoscimento di una discriminazione etnica esistente tra gli ebrei israeliani e contribuirono a formare una coscienza politica tra i mizrahì, concretizzatasi successivamente nella fondazione delle Pantere Nere nel 1971.